# Synagoga Mordki Markusa w Łodzi (ul. Zarzewska 5)
Synagoga Mordki Markusa w Łodzi – prywatny dom modlitwy znajdujący się w Łodzi przy ulicy Zarzewskiej 5.
Synagoga została zbudowana w 1902 roku z inicjatywy Mordki Markusa. Mogła ona pomieścić 20 osób. Podczas II wojny światowej hitlerowcy zdewastowali synagogę.